# Théâtre des Eskers
 (décembre 2024).
Le Théâtre des Eskers est une salle de spectacle multifoncionnelle se situant dans la ville d'Amos au Québec.

## Historique
Le Théâtre des Eskers ouvre officiellement ses portes dans les années 1980 dans la ville d'Amos. Ce dernier est l’un des théâtres les plus importants de la région de l’Abitibi-Témiscamingue et est l'une des salles les plus moderne en Amérique du Nord,. De plus, le Théâtre des Eskers a été honoré à deux reprises pour la qualité de sa programmation pendant le Gala de l'ADISQ.
En août 2014, le théâtre fait des rénovations qui ont pour but de remplacer les sièges ainsi que la toiture du bâtiment,. Le théâtre ferme ses portes pendant les rénovations et les réouvre en 2015 après avoir dépensé 3 millions de dollars pour les travaux.
Le Théâtre des Eskers est donc l'une des plus grandes salles de spectacle de la province.

## Programmations et spectacles
Le Théâtre des Eskers produit et anime plusieurs spectacles différents chaque année.
Dans les activités les plus communes, le théâtre met en scène des pièces de théâtres, des spectacles d'humour et des prestations musicales,,. Le théâtre fait aussi la promotion d'activités moins communes, comme des soirées de lutte.
De plus, le théâtre accueille plusieurs spectacles et évènements annuels, comme la Semaine des arts en partenariat avec le Centre des services scolaire Harricana, un regroupement annuel des écoles de l'Harricana qui présentent des chants, des pièces de théâtres ou même parfois des parodies que les écoles préparent pour cette occasion. Le théâtre présente aussi les spectacles de l’Harmonie Harricana ainsi que Secondaire en spectacle,. Ce sont des évènements lors desquels les élèves de niveau secondaire peuvent y participer.

## Collaborateurs
Le Théâtre des Eskers possède plusieurs partenaires : le Conseil des arts et des lettres du Québec (CALQ), le gouvernement du Canada, En Piste, Cinéma Amos, la P'tite Bouteille et le Réseau Spectour.